# E型肝炎

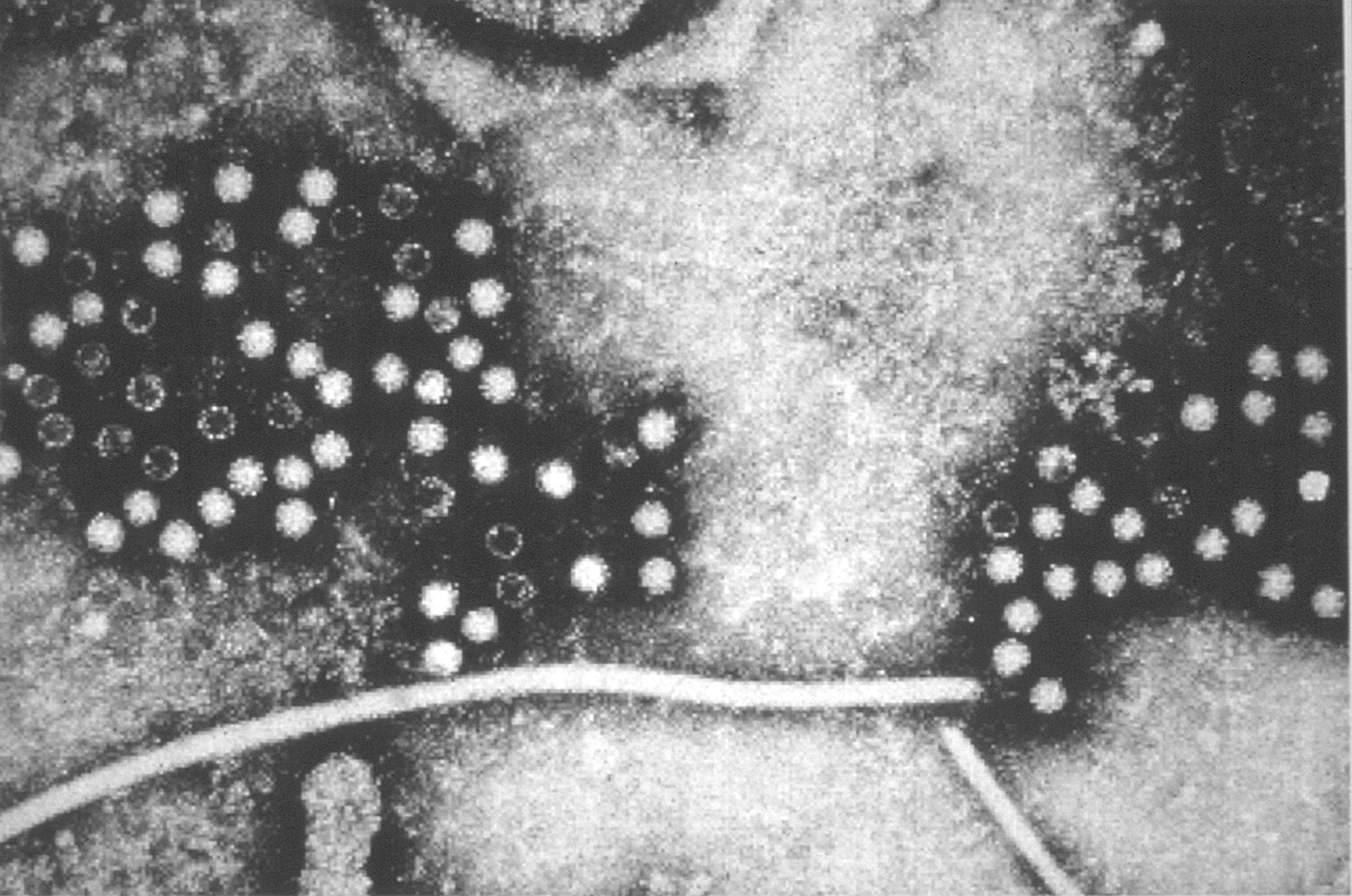
E型肝炎ウイルス

E型肝炎（Eがたかんえん、英: hepatitis E）は、ウイルス性肝炎の一種で、E型肝炎ウイルス（略称HEV）と呼ばれる接触感染性ウイルスによって起こる。ウイルスが発見されるまでは日本においては経口伝播型非A非B型肝炎と呼ばれていた。日本の感染症法での取り扱いは4類感染症。E肝とも呼ばれる。

## 疫学
世界保健機関の推定によると、全世界のHEV感染者は年間2,000万人、その中で急性肝炎を発症するのは330万人、E型肝炎ウイルスに関連した死亡は5万7,000人である。発展途上国では、感染者の糞便中に排泄されたウイルスにより汚染された水が原因となって常時散発的に、時に集団感染が報告される。一方、先進国ではウイルス汚染肉の喫食による動物由来感染症として注目される。
2010年の報告によると、22,027人を対象とした抗体検査で 5.3%が抗HEV IgG抗体陽性、女性よりも男性、また西日本よりも東日本が、抗体陽性率が高い傾向がみられたと報告されている。この調査から推定される日本における感染者数は、500万人程度とされ、年間15万人の増加傾向にある。感染者の80%程度は不顕性感染であるが、20%程度に HEV-RNA陽性で肝酵素などの検査値異常を生じる。免疫抑制剤を投与されている人や免疫機能が低下する基礎疾患を有している場合、慢性肝炎の発症や重症化の危険性が高くなる。

## 徴候と症状
ウイルス型により臨床症状が異なるが潜伏期間は2週間から2ヶ月程度と考えられ、15歳から40歳の成人に最も一般的に見られる。小児もまたこの感染症によく罹患するものの、症状が認められることはそれほどない。しばしば自然消失・自然治癒が見られるが、急性肝炎発症率は1%程度と推定され、重症化率は10%。しかし感染期間中（通常数週間）には、労働・家族の世話・食事の摂取といった患者の能力は、著しく低下する。E型肝炎は時折、重症な急性肝疾患に進展し、全症例の約2%が致命的となる。臨床的にはA型肝炎に類似するものの、妊婦では本症は重症化しやすく、『劇症肝炎（ないし肝不全）』と呼ばれる臨床的な症候群となりうる。特に後期の妊婦では、本症に罹患すると死亡率が非妊時より上昇する。
本症において典型的に見られる症状としては、黄疸、食欲不振、肝腫大、腹痛と腹の張り、嘔気や嘔吐、発熱などが挙げられるが、これら症状の表出については、無症候性なものから劇症型まで重症度に幅が見られる。B型肝炎やC型肝炎と比べると慢性肝炎に移行する可能性は低いとされるが、エイズなどで免疫抑制状態にある患者の場合は慢性化することもある。

## ウイルス学
ウイルス粒子は直径約33ナノメートルで、エンベロープはなく、長さ約7,300塩基対の一本鎖RNAを内包している。かつてはカリシウイルス科に分類されていたが、そのゲノムは風疹ウイルスの方にさらに類似しており、今ではヘペウイルス科(Hepeviridae)と名づけられた新しい科に分類されている。
G1からG4まで4つの遺伝子型が報告されているが、豚から検出された遺伝子型はG3とG4だけである。G3とG4だけが豚から検出される理由は不明。
- 1980年 インドでの感染事例研究からウイルスの存在が示唆される。
- 1980年代 ウイルスが原因であることが確認される。
- 1990年 HEV と命名される[7]
- 1991年 ビルマ株の全塩基配列決定[8]。

## 疫学

### 感染経路
便口感染の感染様式とされウイルスに汚染された水との接触（飲用）のほか、汚染された肉の加熱不十分での喫食や生食した場合に発症する。本症はほとんどの発展途上国で流行しており、暑い気候の国ではどこでも普通に見られる。東南アジア、北部及び中部アフリカ、インド、中央アメリカなどが主な流行地である。本症は主に糞便などによる水や食料の汚染によって媒介される。ヒトからヒトへの感染は稀である。E型肝炎の広域発生は、大量降雨やモンスーンの後など、給水機能の混乱によって発生するのが最も一般的である。主要な大流行としては、インドのニューデリー（1956年-1957年に30,000症例）、ミャンマー（1976年-1977年に20,000症例）、インドのカシミール（1978年に52,000症例）、インドのカーンプル（1991年に79,000症例）、中国（1986年から1988年の間に100,000症例）などがある。
日本を含む先進国では、豚肉の生食やイノシシ、シカなどの野生動物、鱈の精巣の生食による感染が報告されている。しかし、三重県で2007年から2012年にかけて続発した感染例では、豚レバー摂取歴の無い感染者の発生が報告されている、二次的に汚染された食品が原因となった可能性があるが感染経路は不明である。潜伏期間が長いことから、原因食品の特定は困難な場合が多い。また、輸血感染も報告され、2002-2016年の感染は23例との報告がある。

### 流行地・年齢
- 流行地はインド、ネパール、東南アジア、メキシコなど[14]。
- 発症は年齢は15歳〜40歳に多い[14]。
- 妊娠第3期に感染すると10%から30%で重症化や劇症化が見られるため注意が必要である[14]。

### 近年の流行
2004年に、二つの地域（両方ともサハラ砂漠以南のアフリカ）での主要な大流行がみられた。その一つはチャドで、9月27日までに1,442症例の報告があり46名が死亡した。現在もなお紛争下にあるスーダンでも、人々はE型肝炎の深刻な大流行に苦しんでいる（ダルフール紛争参照）。9月28日までに、主に西ダルフール地方で、6,861症例の報告があり87名が死亡している。ユニセフ、国境なき医師団、赤十字や、その他の国際的保健機関は目下、石鹸の入手機会の増加、新たな井戸掘り、給水･貯水の塩素処理などに取り組んでいる。しかし、現存する資源は未だ充分でなく、この地域の人々の健康と福祉を保証するために、より多くの人材や資金が著しく求められている。
英国や米国、日本での症例報告により、E型肝炎は先進諸国でもだんだん見られるようになってきている。それは動物が発生源となった人獣共通感染症であると考えられており、シカ、ブタ、イノシシとの関連が言われている。野生動物やブタの生肉、生臓器（レバー、ホルモンなど）が感染原因となりうる。厚生労働省の調査によれば、市販されていた豚レバー363件中7件からHEV遺伝子が検出されている。また、野生イノシシの 5 - 10% からHEV遺伝子が検出される。2005年に福岡県での症例の感染源が、野生イノシシであることが遺伝子レベルで確認された。経口感染ではあるが、ウイルス血症の時期が長く、無症候急性感染献血者からの輸血後感染も5例報告されている。なお献血者における頻度は1万分の1程度であり、早急なスクリーニング開始が望まれる。

## 予防方法
2007年に中華人民共和国で、ヒト用のワクチンが承認されたと報道されたが、2009年までに中国以外で使用可能なE型肝炎には有効なワクチンは実用化されていない、現実的な唯一の予防策は公衆衛生の向上・改善である。
ヒトの排泄物の適切な処理と廃棄、より高い水準の公共水道設備、個々人の衛生行動の改善、衛生的な食糧供給、これら全てが、流行拡大を防ぐ上で重要な措置である。このように、本疾患の予防対策は、発展途上国の人々を悩ませている他の多くの問題に対する対策法と近似しており、彼らは給水・水処理プロジェクトに対する大規模な国際的経済支援を必要としている。また、ブタ・イノシシ・シカ・野生動物の生肉や、生レバーの喫食を行わない事も重要である。

## 検査・診断
診断はHEV-RNAの検出、またはHEV抗体測定による。

## 関連法規
- 感染症法 - 4類感染症
- 食品衛生法 - 生レバーの流通禁止[21]
- A型肝炎 - E型肝炎と同様に経口感染するウイルス性肝炎